# Barreiro
För andra betydelser, se Barreiro (olika betydelser).
Barreiro (portugisiskt uttal: [bɐˈʁɐjɾu]
 ( lyssna)) är en portugisisk stad och kommun i sydvästra Portugal. Den ligger på Tejo-flodens södra bank, mittemot Lissabon.                                                                                
Barreiro är en industristad.
Staden är huvudorten i Barreiros kommun, vilken ingår i Setúbals distrikt, och är även en del av Storstadsområdet Lissabon (Área Metropolitana de Lisboa).
Kommunen har en total yta på 32 km² och en befolkning på 78 764 invånare (2020).

## Freguesias
Barreiro består av fyra freguesias (kommundelar).
- Alto do Seixalinho, Santo André e Verderena
- Barreiro e Lavradio
- Palhais e Coina
- Santo António da Charneca

## Ortnamnet
Ortnamnet Barreiro antas komma av det portugisiska ordet barreiro, syftande på barro ("lera") d.v.s. "en plats där man utvinner lera".

## Historia
Barreiro återbefolkades efter återerövringen från morerna, under beskydd av Santiagoorden. Byn var till att börja med hem för fiskare och jordbrukare, men i samband med sjöresorna till Afrika, Brasilien och Ostindien startade man tillverkning av skeppsskorpor. Under andra halvan av 1800-talet växte en industri fram i samband med att järnvägen söderut byggdes.

## Ny broförbindelse
I samband med att den portugisiska regeringen fattade beslut om att bygga en ny flygplats, Alcochete, söder om floden Tejo, så fattade man också ett preliminärt beslut om att bygga en ny bro över floden mellan Chelas i Lissabon och Barreiro. Det föreslås bli en bil- och järnvägsbro.